# جوزيف لوسرت
جوزيف لوسرت (4 فبراير 1908 – غ. م.) هو مبارز بالسيف نمساوي راحل، مثّل بلاده في الألعاب الأولمبية الصيفية 1936.

## روابط رياضية
جوزيف لوسرت على موقع أوليمبيديا (الإنجليزية)